# Omar Abdulrahman
Omar Abdulrahman Ahmed Al Raaki Al Amoodi (Riad, 20 de setembro de 1991) é um futebolista saudita-iemenita naturalizado emiratense que atua como meia. Atualmente, está sem clube.

## Carreira
Omar nasceu em Riad, na Arábia Saudita, mas tem origem familiar do Iemen. Omar se profissionalizou no Al-Ain, em 2008, quando o clube ofereceu para ele e sua família cidadanias dos Emirados Árabes Unidos.

### Al Ahli
Em 13 de dezembro de 2016, Omar voltou a jogar com a camisa de um clube saudita, ele foi liberado pelo Al-Ain, para jogar pelo Al-Ahli em um amistoso contra o Barcelona. Amoory jogou no segundo tempo e vestiu a camisa 27, e marcou um gol de pênalti com cavadinha.

## Seleção
Omar Abdulrahman fez parte do elenco da Seleção Emiratense de Futebol da Olimpíadas de 2012.

## Títulos
Al-Ain
- Campeonato Emiradense: 2011–12, 2012–13, 2013–14
- Etisalat Emirates Cup: 2008–09
- Supercopa dos EAU: 2009, 2012, 2015
- Copa do Presidente: 2008–09, 2013–14

Al-Hilal
- Supercopa Saudita: 2018

Seleção Emiratense
- Copa do Golfo de Nações Sub-23: 2010
- Prata nos Jogos Asiáticos: 2010
- Copa do Golfo: 2013

### Prêmios individuais
- Jogador Jovem do Ano (jornal Al-Ittihad): 2009, 2011
- Jogador árabe do ano (jornal Al-Ahram): 2010
- MVP da Copa do Golfo: 2013
- Melhor Jogador (pela torcida) do Campeonato Emiradense: 2012–13
- Jogador do Ano (jornal Al-Ittihad): 2013
- Time dos Sonhos Liga dos Campeões da AFC: 2014, 2017
- Melhor Jogador do Campeonato Emiradense: 2012–13, 2014–15, 2015–16
- Maior assistente do Campeonato Emiradense: 2015–16
- Time dos Sonhos da Copa da Ásia: 2015
- Jogador do ano (jornal Al-Ahram): 2015
- Melhor Jogador da Liga dos Campeões da AFC: 2016
- Futebolista Asiático do Ano: 2016
- 98º melhor jogador do ano de 2016 (Marca)[2]